# Fjallsárlón
Fjallsárlón è un lago glaciale all'estremità meridionale del ghiacciaio islandese Vatnajökull. La lingua glaciale del Fjallsjökull, che parte da questo ghiacciaio, arriva fino al lago, spezzandosi poi in iceberg che coprono la sua superficie.
Si trova non lontano dal Parco nazionale Skaftafell e dal più conosciuto lago glaciale di Jökulsárlón. Sopra il lago incombe il vulcano Öræfajökull.